# Malešević Selo
Malešević Selo – wieś w Chorwacji, w żupanii karlowackiej, w gminie Vojnić. W 2011 roku liczyła 44 mieszkańców.